# 路易吉·布萨
路易吉·布萨（義大利語：Luigi Busà，1987年10月9日—），意大利男子空手道运动员。他曾代表意大利参加2020年夏季奥林匹克运动会空手道比赛，获得男子75公斤级金牌。